# Chloraea pavonii
Chloraea pavonii är en orkidéart som beskrevs av John Lindley. Chloraea pavonii ingår i släktet Chloraea och familjen orkidéer. Inga underarter finns listade i Catalogue of Life.